# The Cheaters (film din 1945)
Trișorii (titlu original: The Cheaters , cunoscut și ca The Castaway) este un film de Crăciun american din 1945 regizat de Joseph Kane. Este distribuit de Republic Pictures. Rolurile principale au fost interpretate de actorii  Joseph Schildkraut, Billie Burke și Eugene Pallette.

## Prezentare
Un fost actor alcoolic este invitat la cină de Crăciun de către o familie bogată.

## Distribuție
- Joseph Schildkraut ca Anthony Marchaund / "Mr. M."
- Billie Burke ca Mrs. Pidgeon
- Eugene Pallette ca Mr. Pidgeon
- Ona Munson ca Florie Watson
- Raymond Walburn ca Willie Crawford
- Anne Gillis ca Angela Pidgeon
- Ruth Terry ca Therese Pidgeon
- Robert Livingston ca Stephen Bates
- David Holt ca Reggie Pidgeon
- Robert Greig ca MacFarland
- Norma Varden ca  Matty Tait